# Făgeţelu
Făgeţelu é uma comuna romena localizada no distrito de Olt, na região de Oltênia. A comuna possui uma área de 46.46 km² e sua população era de 1340 habitantes segundo o censo de 2007.